# Österreichpark
Der Österreichpark ist eine öffentliche Parkanlage am Spreeufer im Berliner Ortsteil Charlottenburg. Die rund 3000 Quadratmeter umfassende ehemalige Sömmeringanlage wurde durch Mittel der Österreich Werbung Deutschland zu einer Parklandschaft erweitert und am 12. Mai 2013 unter dem Namen Österreichpark eröffnet.

## Lage und Umgebung
Der Park befindet sich südlich des Mierendorffplatzes an der Caprivibrücke in der Charlottenburger Ortslage Kalowswerder, die – auch als Mierendorff-Insel bezeichnet – von der Spree, dem Westhafenkanal und dem Charlottenburger Verbindungskanal umschlossen wird. Die Grünanlage zieht sich rund 200 Meter am Nordufer der Spree entlang. Im Westen ist sie von einem etwa 50 Meter langen Rest eines Altarms der Spree begrenzt. Nördlich schließt sich der Sportplatz an der denkmalgeschützten Sporthalle Charlottenburg (auch: Sömmering-Halle) an, die 1962–1964 nach Plänen des Architekten Ludwig Leo errichtet wurde. Im Osten endet der Park an der Sömmeringstraße, die südlich der Caprivibrücke als Wintersteinstraße zur Otto-Suhr-Allee führt. Auf der anderen Seite des Parkeingangs im Eck Sömmeringstraße/Am Spreebord befinden sich seit 2010 die neuen Produktionsräume und das Skulpturenzentrum der traditionsreichen Bildgießerei Hermann Noack.
Der Uferweg des Parks ist ein Abzweig des gegenüberliegenden Spreewegs, Wanderweg 01 der 20 grünen Hauptwege Berlins. Nach Osten unterquert der Uferweg die Caprivibrücke und passiert unmittelbar nach der Brücke die Strandbar und den Biergarten CapRivi und wenig später die markante, im Stil der märkischen Backsteingotik ausgeführte Fassade des historischen Elektrizitätswerks Charlottenburg am Siemenssteg, der mit zehn Meter hohen Sandsteintürmen und seiner stählernen Bogenkonstruktion aus dem Jahr 1900 ein Wahrzeichen des Flusslaufs bildet. Nach Westen setzt sich der Weg nach der Umrundung des Spreealtarms im Bonhoefferufer zur Schloßbrücke am Schlossgarten Charlottenburg fort.

## Parkanlage

### Entwicklung des Geländes, Sömmeringanlage
Das parkähnliche Areal an der Caprivibrücke hieß zuvor Sömmeringanlage, war aber ungepflegt und galt als Brache. Namensgeber war, wie auch für die angrenzende Sömmeringstraße, der Anatom, Anthropologe, Paläontologe und Erfinder Samuel Thomas von Soemmerring, Entdecker des gelben Flecks in der Netzhaut des menschlichen Auges. Auf einem Kiezspaziergang teilte die Bezirksbürgermeisterin von Charlottenburg-Wilmersdorf, Monika Thiemen, zur Entwicklung des Geländes mit:

„Landschaftsplaner sehen die Spree als einen die Stadt durchquerenden Grünraum, der die Erholungsgebiete Müggelsee, Treptower Park, Tiergarten, Charlottenburger Schloßgarten und die Spandauer Uferanalagen verbindet. Ansätze zu diesem Gedanken finden sich schon bei Lenné um 1840. Die vielfach durch hohe Ufermauern, Ladestraßen und Bebauung eingepferchte Spree wurde seit 1952 an vielen Stellen begrünt – zunächst im Notstandsprogramm. In Charlottenburg legte damals das Gartenbauamt unter Joachim Kaiser flache Uferböschungen und Fußwege an der Spree an. Vor allem das Südufer war wegen des vormaligen Treidelweges hierzu geeignet. Am Nordufer entstand die Sömmeringanlage.“

Die Böschung zur Spree wurde entlang des baumbestandenen Weges als Liegefläche gestaltet. Landseitig legten die Mitarbeiter des Grünflächenamts weitere Wege mit Parkbänken, eine Liegewiese und einen Spielplatz mit Klettergerüsten an. Im Januar 2011 mussten auf dem Spielplatz zwei Pappeln, deren Kronen abgestorben waren, gefällt werden. Bereits vor der Eröffnung als Österreichpark nutzten die Berliner das Areal ausgiebig zur Erholung.

### Erweiterung zum Österreichpark
Da den Berliner Bezirken immer weniger Mittel zur Parkneuanlage und zur Pflege der Grünflächen zur Verfügung stehen, nahmen sich die nationale Tourismusorganisation Österreich Werbung Deutschland und die neun österreichischen Landestourismusorganisationen in Absprache mit dem Bezirksamt des teils verunkrauteten Areals an, stellten Gelder zur Neugestaltung zur Verfügung und machten es zur Werbefläche für die Alpenrepublik. Zudem finanzieren die Tourismusorganisationen vorläufig bis 2016 den Unterhalt. Zu den bereits vorhandenen Anlagen und dem Altbaumbestand kamen hinzu:
- Am Eingang Sömmeringstraße ein alpiner Steingarten aus hellen Granitbrocken aus Kärnten, umgeben von Enzian, Silberdisteln, Alpen-Aster, Glockenblume oder Zirbelkiefern und einem Rosengarten, in dem Blumen in den roten und weißen Nationalfarben Österreichs gepflanzt sind (roter Klee, weiße Margeriten).[7]
- Im oberen Teil an der Grenze zum Sportplatz eine Allee mit steirischen Apfelzierbäumen.

Frühere Parkbänke wurden zum Teil durch Salzburger Almbänke ersetzt, die mit großen Werbestempeln der Urlaubsregion versehen sind.
Im Eck Spree/Spreealtarm lädt eine breit geschwungene Donauliege, wie sie an vielen Stellen des rund 450 Kilometer langen Donausteigs steht, zum Relaxen und zur Erholung an der Donau ein.
Zudem wurde als Kunstinstallation ein Fernrohr montiert, in dem ein Bild der Tiroler Alpen zu sehen ist.
Die Parkeröffnung erfolgte am 12. Mai 2013 nach einer Wanderung, an der rund 350 Gäste teilnahmen. Die Wanderung führte unter der Leitung des österreichischen Botschafters Ralph Scheide, der die Schirmherrschaft für das Parkprojekt übernommen hat, von der Botschaft in der Stauffenbergstraße durch den Tiergarten entlang des Landwehrkanals zum Park. Mit dem anschließenden Eröffnungsfest weihten der österreichische Botschafter, der Bezirksbürgermeister Reinhard Naumann und Judith Stückler, Vorsteherin der Bezirksverordnetenversammlung (BVV), die Sömmeringanlage offiziell als Österreichpark ein. Jedes der neun österreichischen Bundesländer präsentierte sich auf dem Fest mit einer Erlebnisstation. Bei einem Picknick gab es Weinverkostungen und kulinarische Spezialitäten wie Linzer Torte aus der Charlottenburger Partnerstadt Linz. Birgitt Eltzel kommentierte in der Berliner Zeitung, die Alpenrepublik sei eines der beliebtesten Urlaubsziele der Deutschen und wolle es bleiben: „Für eine höhere fünfstellige Summe, genauere Zahlen will man nicht nennen, hat die ‚Österreich-Werbung‘ Berlin einen Park geschenkt.“
Der Uferweg entlang der Spree ist Bestandteil des Österreichparks und wird auch gern zum Angeln genutzt.

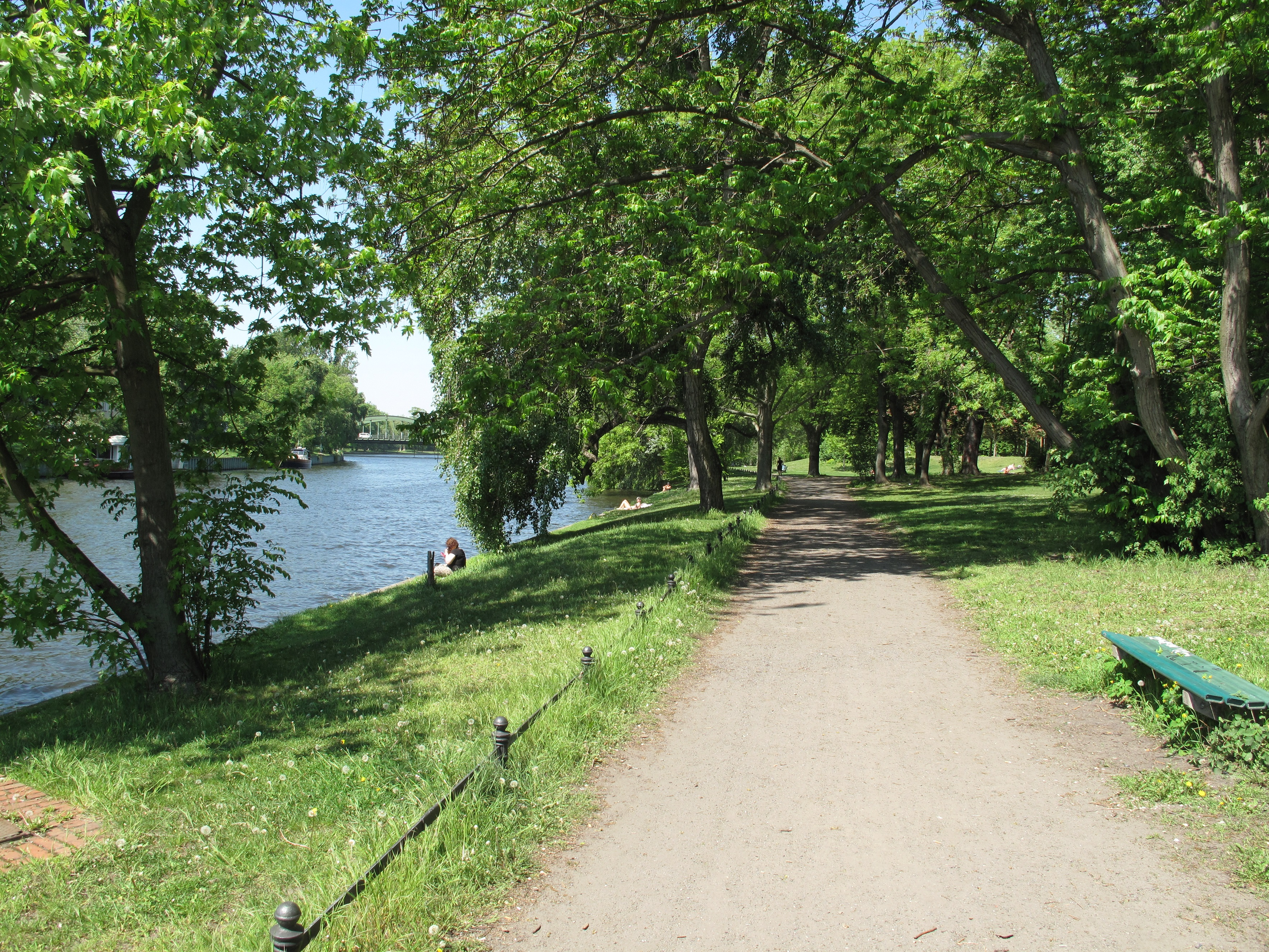
Altteil der Sömmeringanlage an der Spree
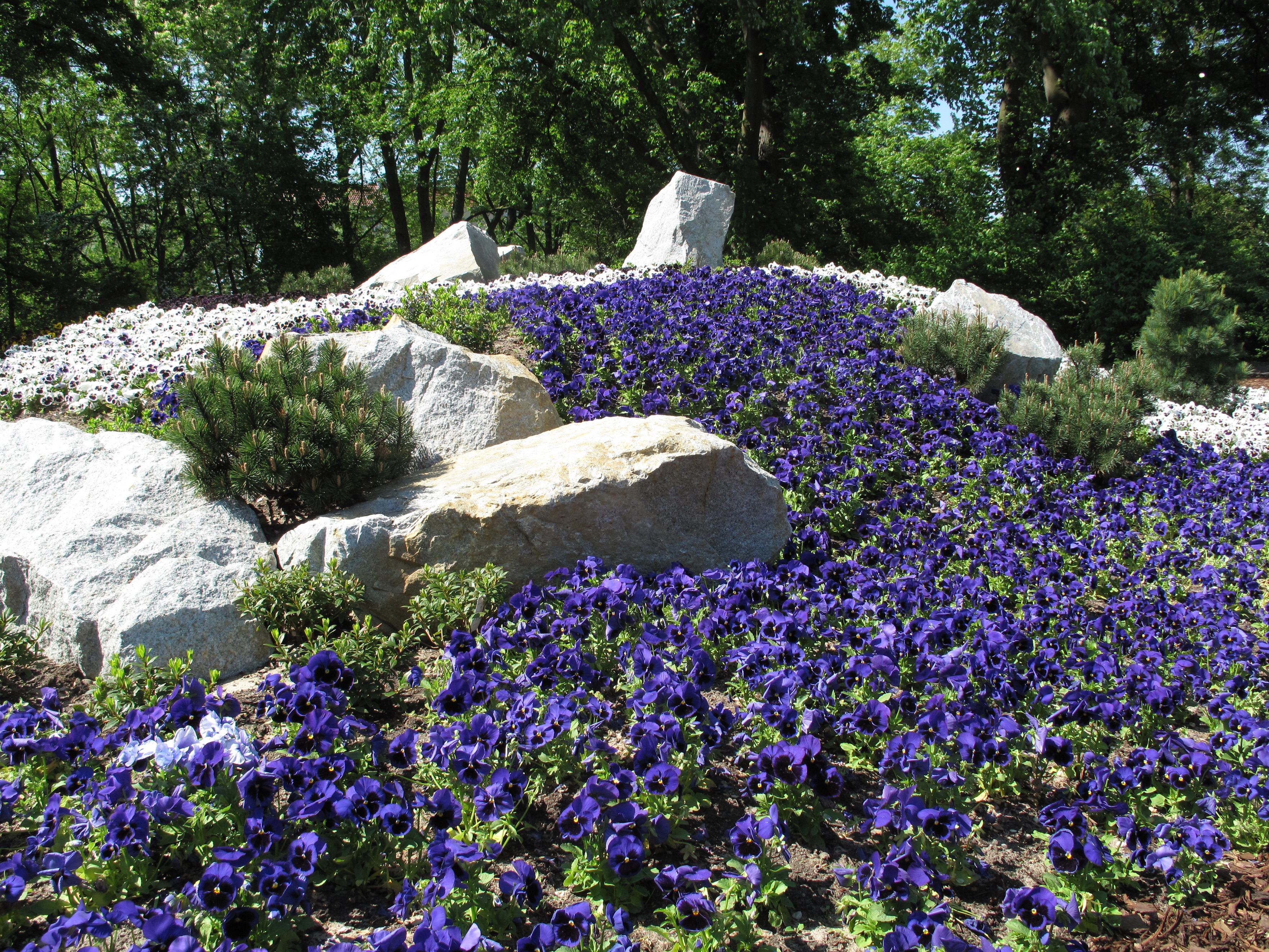
Alpiner Steingarten mit Blumenbeeten
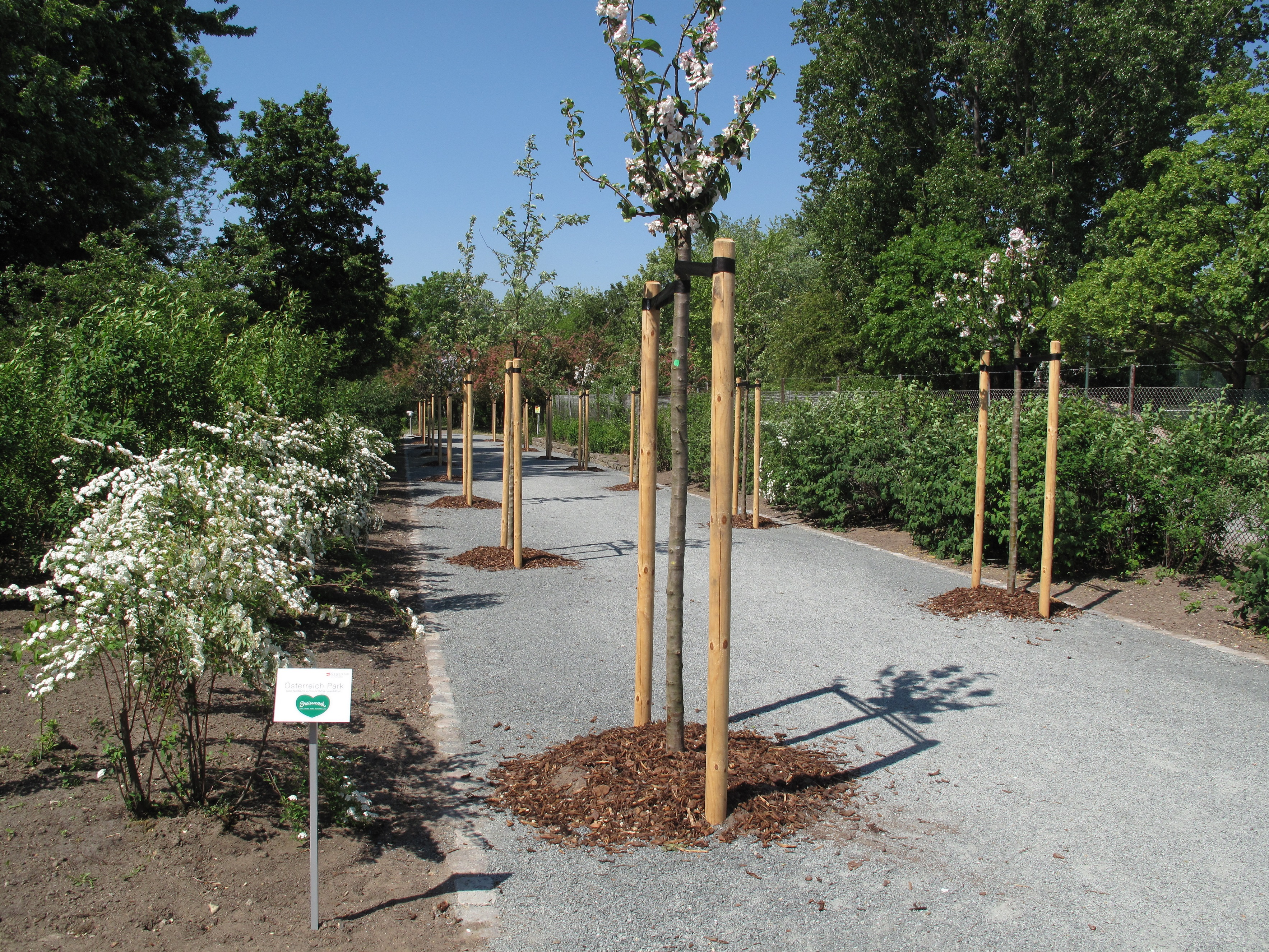
Neue Allee mit steirischen Apfelzierbäumen
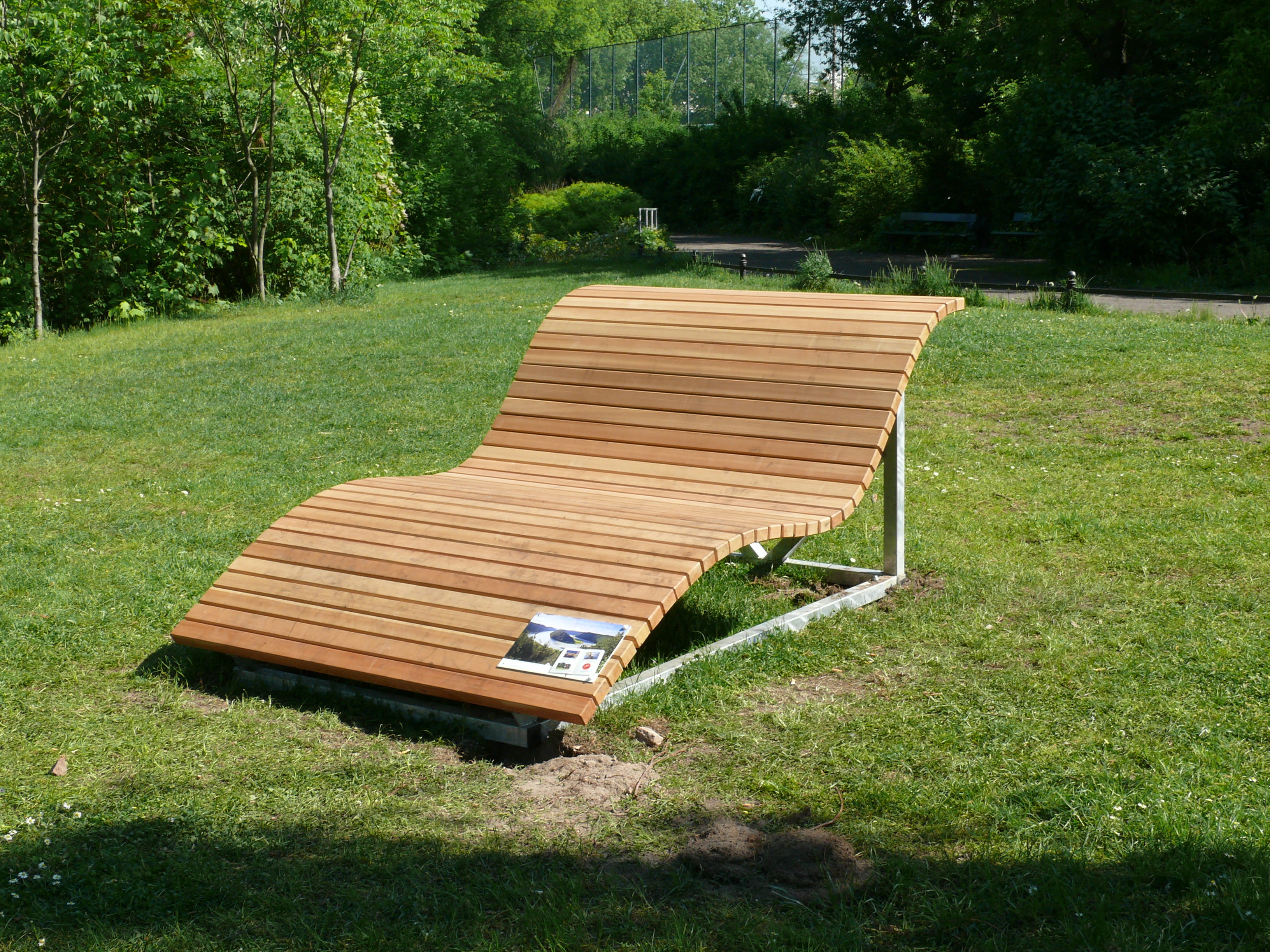
Die Donauliege lädt zum Donausteig ein
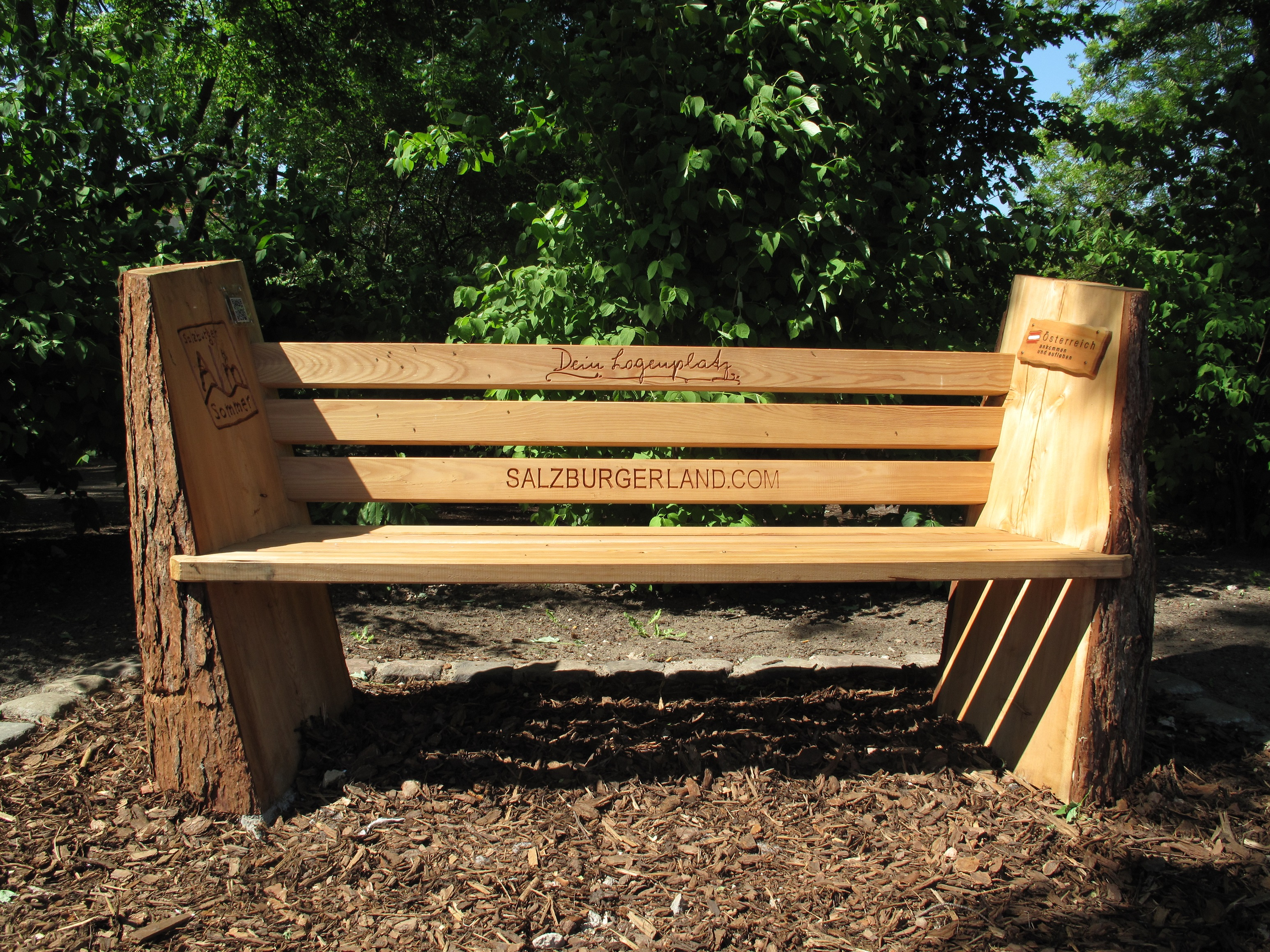
Almbank mit Werbung für das Salzburger Land
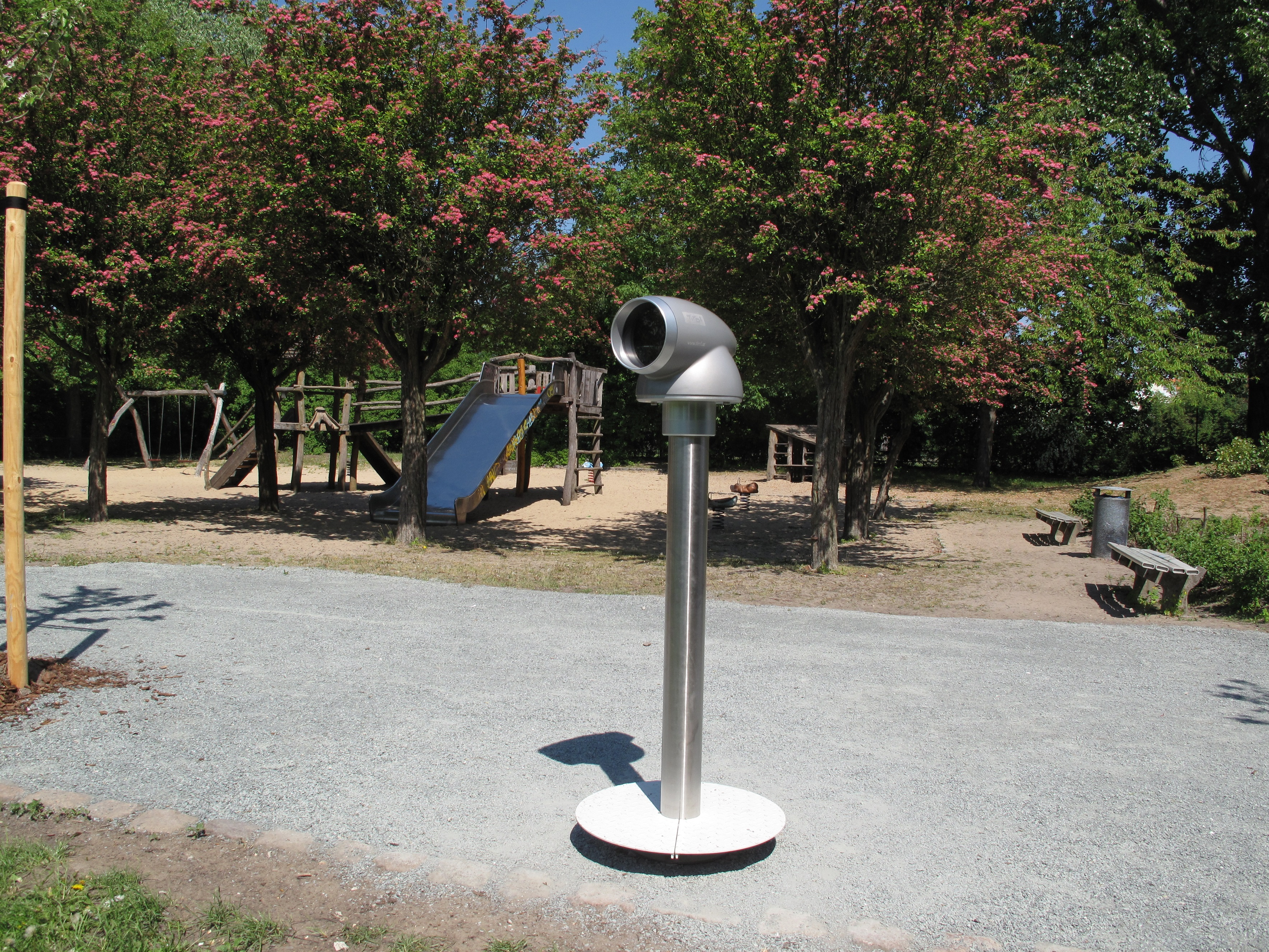
Installation „Fernrohr“ mit Motiv Tiroler Alpen (VISCOPE Outdoor); Spielplatz
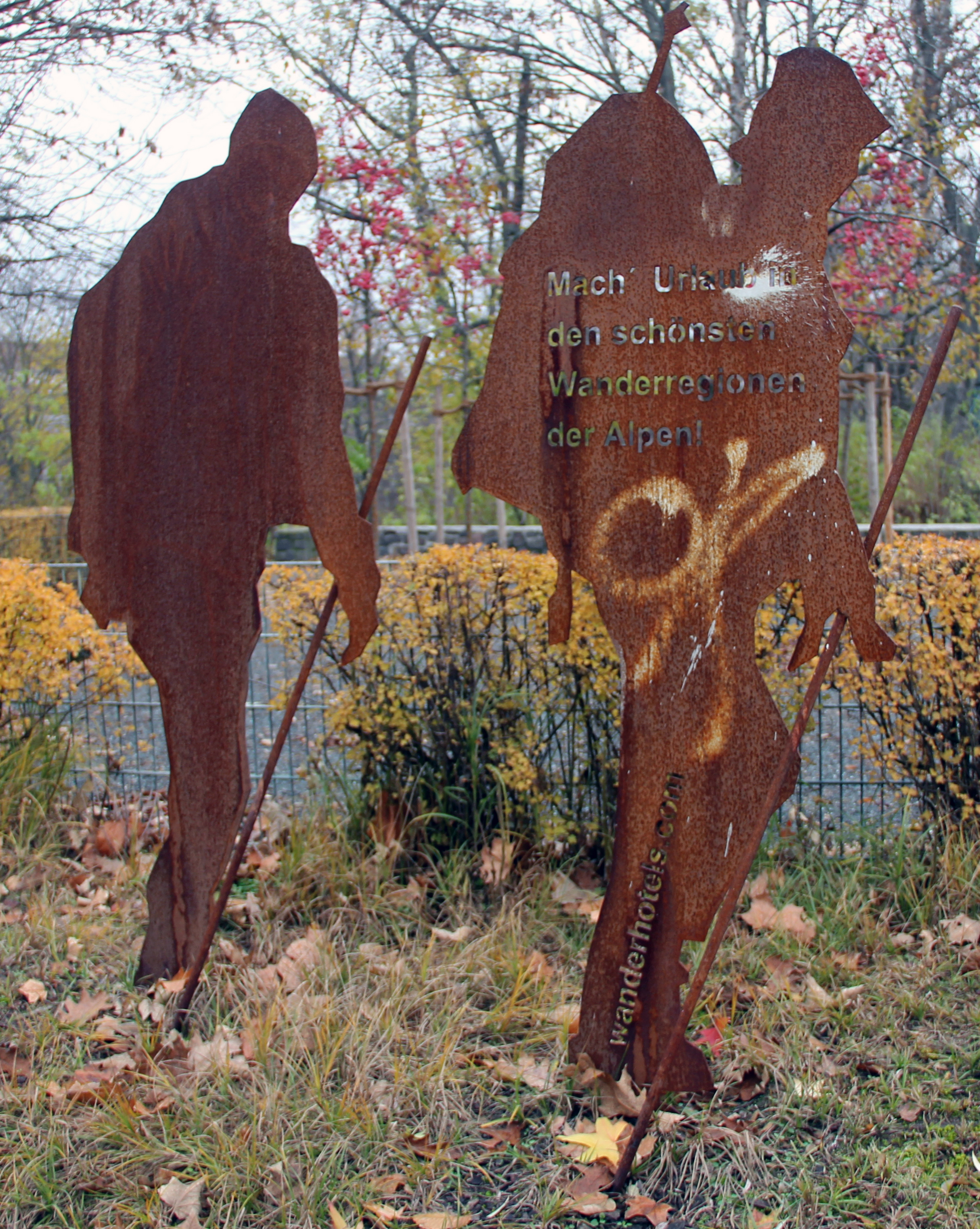
Skulptur im Park